# Renee Holmes
Pas d'image ? Cliquez ici

a Compétitions nationales et continentales officielles uniquement.

b Matchs officiels uniquement.
Dernière mise à jour le 27 octobre 2024.
Renee Holmes, née le 21 décembre 1999 à Gisborne (Nouvelle-Zélande), est une joueuse internationale néo-zélandaise de rugby à XV évoluant au poste d'arrière. Elle joue pour les Chiefs Manawa en Super Rugby Aupiki.

## Biographie
Renee Holmes naît le 21 décembre 1999 à Gisborne en Nouvelle-Zélande. En 2019, elle s'installe à Waikato pour poursuivre ses études.
Elle connaît sa première sélection internationale avec la Nouvelle-Zélande en 2021 à Exeter, contre l’Angleterre. Elle est ensuite recrutée par Matatū pour jouer le Super Rugby Aupiki.
Elle joue et remporte la Pacific Four Series 2022 avec les Black Ferns. Elle compte quatre sélections en équipe nationale quand elle est retenue en septembre pour disputer la Coupe du monde qui se joue pour elle à domicile.
En 2023, elle prolonge son contrat avec Matatū et remporte le Super Rugby Aupiki en marquant 23 points en finale. À l'automne 2023, elle participe, toujours dans son pays, au WXV. En fin d'année elle s'engage avec les Chiefs Manawa pour la saison 2024.
Sa première saison avec la franchise de Waikato se conclue par une défaite en finale face aux Blues. Elle est ensuite sélectionnée pour la Pacific Four Series, puis le WXV.

## Palmarès

### En franchise
- Vainqueur du Super Rugby Aupiki en 2023.
- Finaliste du Super Rugby Aupiki en 2024.

### En équipe nationale
- Vainqueur de la Coupe du monde en 2021.
- Vainqueur de la Pacific Four Series en 2022 et 2023.